# Laurens de Graaf
Laurens Cornelis Boudewijn de Graaf (Dordrecht, c. 1653, – Cap-Français, São Domingos, 24 de maio de 1704) foi um pirata e mercenário neerlandês, que serviu como oficial naval da colónia francesa de São Domingos no final do século XVII e início do XVIII.